# المتحف الثقافي سيدي بلخيرية
المتحف الثقافي سيدي بلخيرية هو متحف تونسي تاريخي خاص يقع في مدينة جمال.

يقدم المتحف مجموعة من القطع التقليدية من لباس وطرق الحياة والزواج والطبخ وغيرها التي عرفت بها وفيها مدينة جمال. المتحف مقفل ولا يستقبل الزوار حاليا.